# 방아깨비
방아깨비(Acrida cinerea)는 메뚜기과에 속하는 곤충이다. 몸길이는 수컷이 4~5cm, 암컷이 7~8cm로, 수컷은 암컷에 비해 작고 말랐다. 암컷은 몸이 긴 원통형이고 머리 앞쪽이 원뿔처럼 뽀족하다. 전체적으로 녹색을 띠지만 더러 황백색 점이 줄무늬를 이루는 개체도 있고, 전체적으로 갈색을 띠는 개체도 있다. 한국에 서식하는 메뚜기들 가운데 가장 크다. 뒷다리가 매우 길어 손으로 잡으면 디딜방아처럼 위아래로 끄덕거려 이런 이름이 붙었다. 날아갈 때 날개를 부딪혀 '따다닥' 소리를 내서 '따닥개비'라고도 한다. 섬서구메뚜기와 오인하기도 하나, 방아깨비는 섬서구메뚜기에 비해 몸이 길쭉하고 뒷다리가 더 길며, 방아깨비의 뒷다리는 다른 다리보다 길지만, 섬서구메뚜기의 뒷다리는 다른 다리와 크게 다르지 않다.
방아깨비 수컷이 소리를 내며 날아갈 때에 앞날개의 충돌은 없고, 뒷날개의 윗부분까지 충돌한다. 방아깨비 수컷은 1초에 약 30회의 날갯짓을 하며 날아가고, 방아깨비 암컷은 1초에 약 20회의 날갯짓을 하며 날아간다.
방아깨비 암컷의 날갯짓에서 뒷날개의 윗부분이 충돌하지 않고 날갯짓의 횟수가 수컷보다 적은 이유는 날개의 면적이 수컷보다 커서 날갯짓을 할 때 공기 저항을 더 많이 받기 때문이다.
방아깨비의 뒷날개는 시맥으로 이루어져있다. 뒷날개의 윗부분은 시맥이 고밀도로 촘촘하게 분포하고 아랫부분은 시맥이 비교적 적은데, 키틴막의 표면을 갖고 있는 시맥이 많을수록 단단한 성질을 갖게 된다. 이런 시맥 밀도의 차이가 뒷날개의 윗부분이 충돌했을 때 ‘따다다닥’ 소리를 만들게 된다.

## 사진

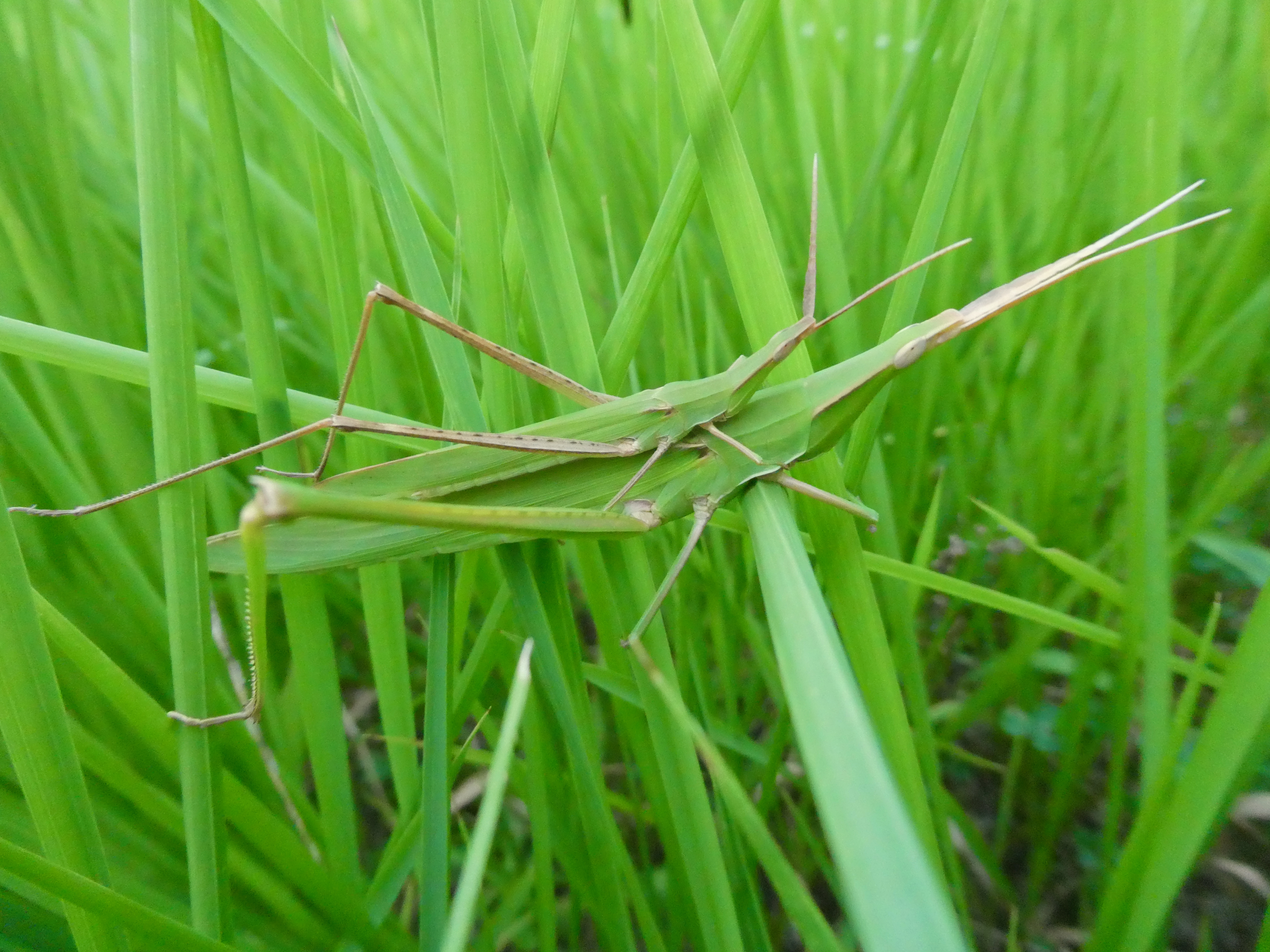
방아깨비의 교미
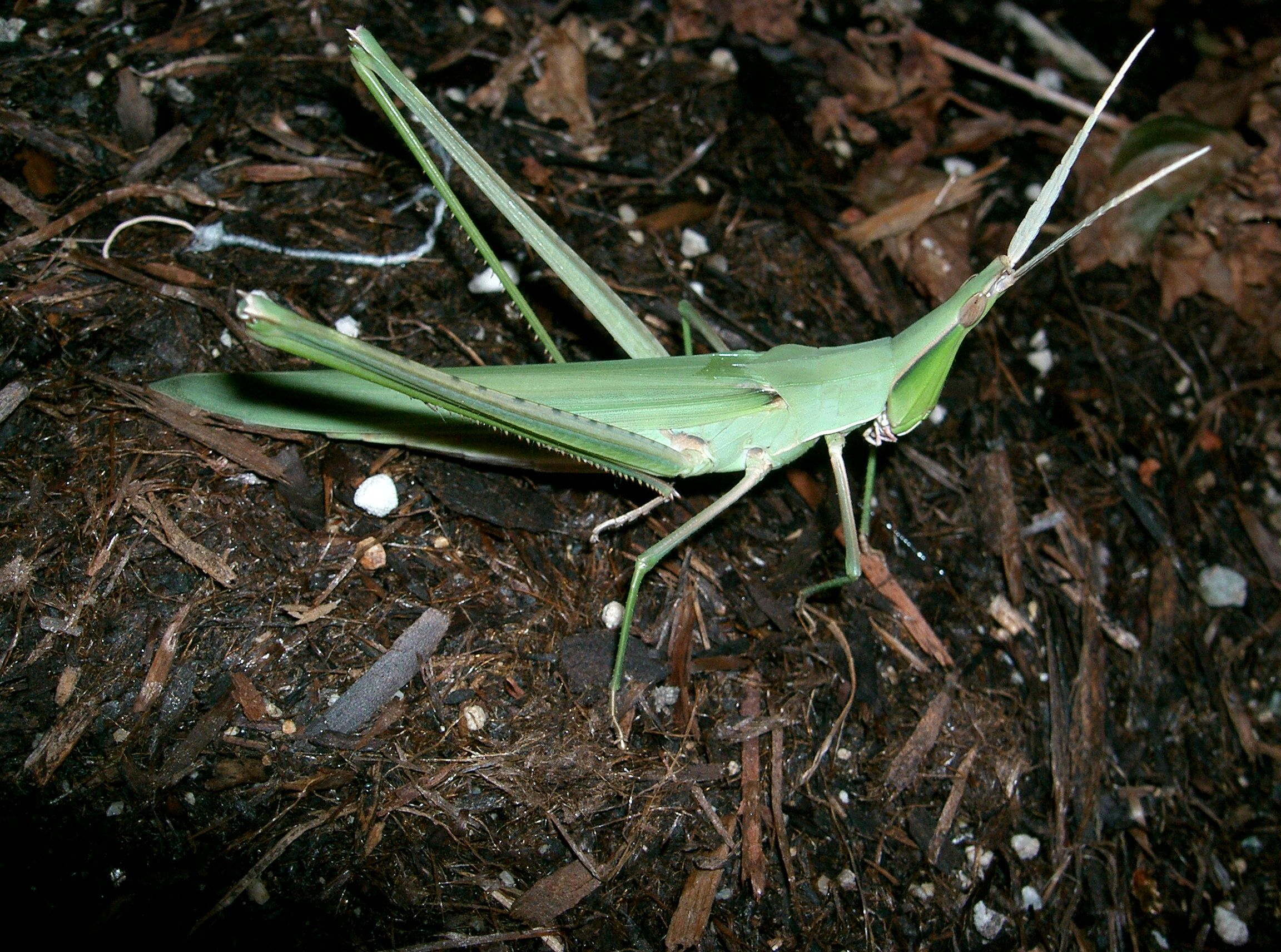
암컷1
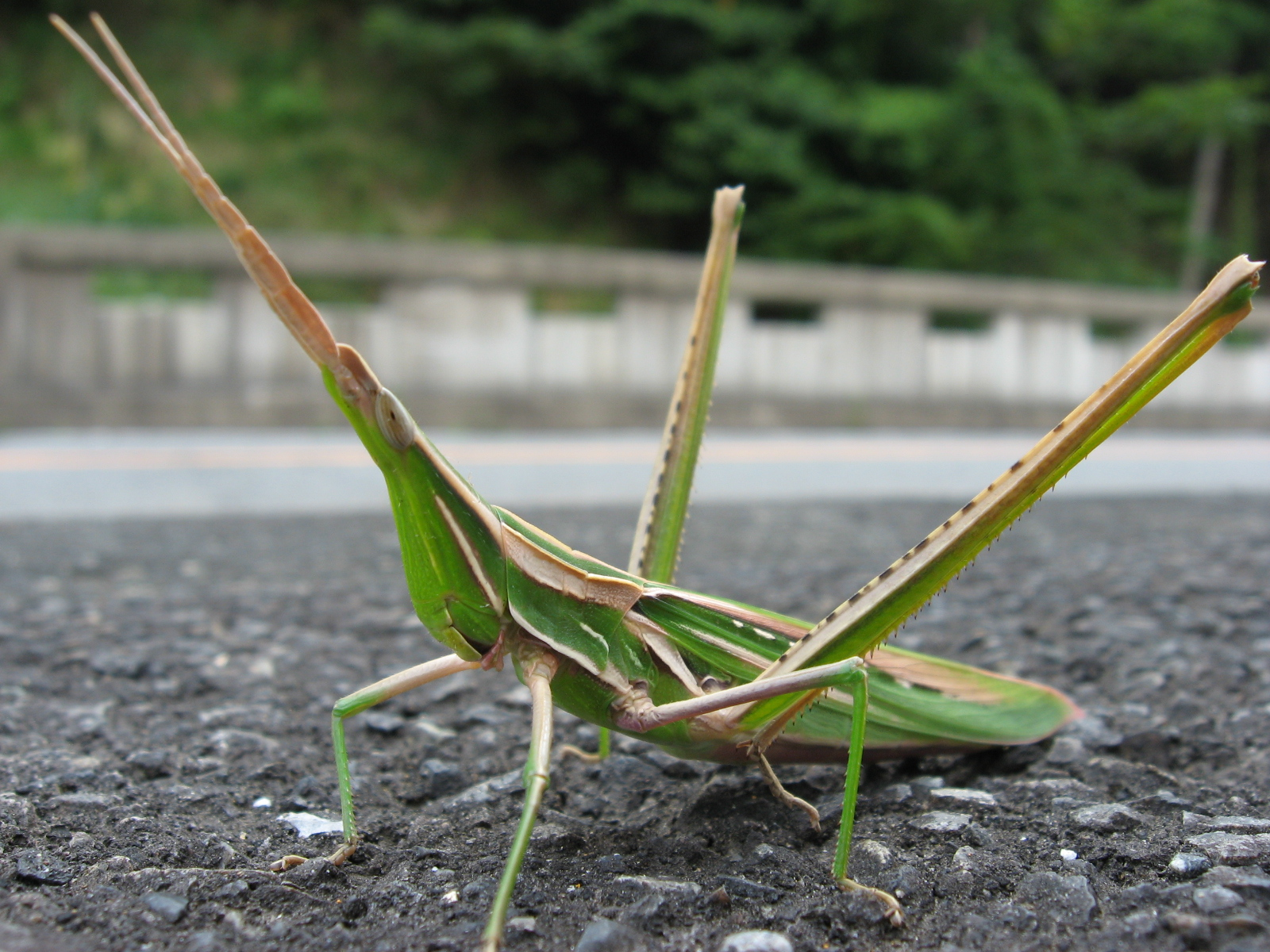
암컷2
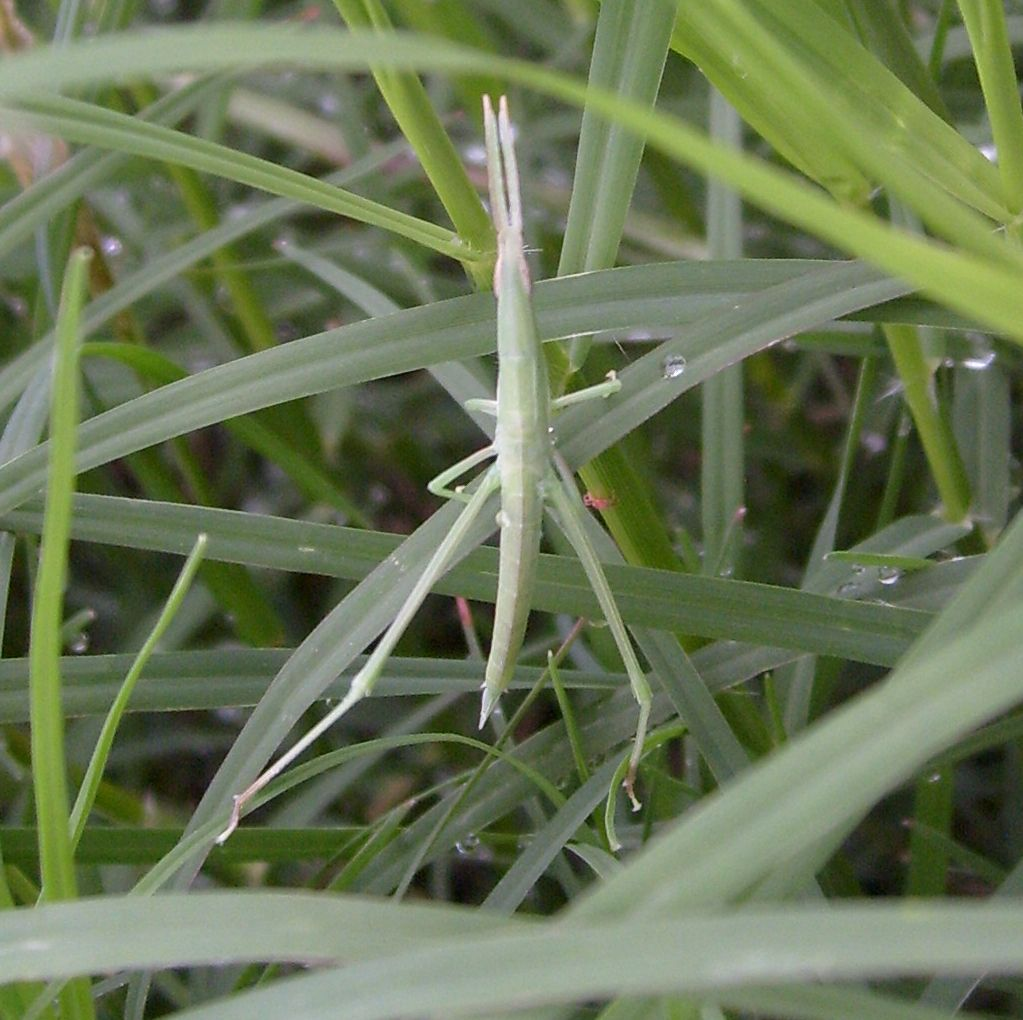
유충

1. 1 2 3  국립생물자원관. “방아깨비”. 《한반도의 생물다양성》. 대한민국 환경부.